# 2015년 DMZ 지뢰폭발사건
2015년 DMZ 지뢰폭발사건 2015년 8월 4일 조선민주주의인민공화국의 지뢰도발 사건이다.

## 사건
2015년 8월 4일 7시 40분경 경기도 파주시 대한민국 육군 제1보병사단에서 하사 2명이 DMZ를 순찰하는 도중 하재헌 하사가 철책을 넘어가다가 목함지뢰가 폭발하였고 김정원 하사가 이를 부축하고 넘어오는 과정에서 다시 한 번 목함지뢰가 폭발하였다. 이 사고로 하재헌 하사가 오른쪽 무릎 위와 왼쪽 무릎 아래, 김정원 하사가 오른쪽 발목이 절단되었다. 대한민국 합동참모본부는 조선인민군이 한반도 군사 분계선을 넘어 지뢰를 묻은 것으로 결론지었다.

## 여파
이 사건으로 인하여 남북관계가 급격히 악화되고 군 경계태세가 최고에 이르렀다. 그리고 대한민국에서는 11년만에 다시 대북 확성기 방송이 재개되었다. 이 사건은 서부 전선 포격으로 이어지게되었다.